# Les Droits de l'homme (1898)
Pour les articles homonymes, voir Les Droits de l'homme.
Les Droits de l'homme est un journal français de tendance dreyfusarde ayant paru entre 1898 et 1900.

## Histoire
Les Droits de l'homme a été lancé en 1898 pour soutenir la cause dreyfusarde. Probablement financé par les défenseurs du capitaine par l'intermédiaire de Bernard Lazare, le journal a pour fondateur et premier rédacteur en chef Henri Deloncle, journaliste républicain et libre-penseur, frère du député François Deloncle. Ses bureaux sont d'abord installés au no 8 du boulevard Montmartre puis, à partir du mois de juillet 1898, au no 142 de la rue Montmartre.
Le titre du journal fait référence à la Déclaration des droits de l'homme et du citoyen et reprend celui d'une feuille républicaine ayant paru à l'époque de la lutte contre l'Ordre moral. Le premier numéro, daté du 9 janvier, expose le programme du journal. Deloncle y déclare ce quotidien, « d’aucune secte, sauf de la République », ouvert à tous les républicains mais fermé aux « démagogues » tels que Rochefort et Drumont ainsi qu'aux réactionnaires cléricaux. La devise du journal, « Ordre et progrès par la Révolution Française », exprime une tendance progressiste teintée de positivisme.
Sa ligne éditoriale dreyfusarde (il est avec L'Aurore et Le Siècle le relai des protestations pour la révision du procès Dreyfus) lui vaut d'être attaqué par ceux qui s'opposent à la révision du procès du capitaine et d'être présenté par eux comme vendu au « Syndicat » dreyfusard. Parallèlement à sa défense de Dreyfus et de Zola, le journal condamne régulièrement l'antisémitisme, auquel Henri Dagan consacre une série d'interviews et de témoignages de personnalités à partir du mois de mars 1898,. Tirant en moyenne à 19 000 exemplaire, volontiers violent – ce qui ne sera pas sans poser de problèmes à certains dreyfusards –, il était, ainsi que le dira Jean Ajalbert, un « “corsaire” » : « Nous faisions la “guerre de course” sur un voilier de fortune, entre les bâtiments de haut bord, comme l’Aurore où commandait Clemenceau ».
Le dernier numéro du journal paraît le 17 mars 1900, mais sa numérotation est reprise en 1901 par Les Droits de l'homme de Paris puis en 1910 par un autre journal homonyme.

## Collaborateurs
- Jean Ajalbert[11]
- E. Allard[11]
- Pierre Bertrand[11]
- Auguste Blosseville[11]
- Paul Brulat[11]
- Georges Collet[11]
- Édouard Conte[11]
- Henri Dagan[11]
- Roger Danglar (Albert Félix)
- Hector Depasse[11]
- Paul Desachy
- Louis Forest
- Mécislas Golberg (H. Martel)[12]
- Marcel Huart[11]
- Gustave Kahn[11]
- Léopold Lacour[11]
- Albert Lantoine
- Maurice Lauzel
- Georges Lecomte[11]
- Georges Lesdiles[11]
- Camille Lévy[11]
- Paul Marion[11]
- Émile Michon[11]
- Léon Picard (Le Pic)[11]
- Pierre Quillard[11]
- Louis Ravaille[11]
- Louis-Xavier de Ricard
- Louis Schneider
- Laurent Tailhade[11]
- Gabriel Timmory[11]
- Louis Vauxcelles[11]
- Édouard Waldteufel